# 戴門特島
戴門特島（英語：Dyment Island），是南極洲的島嶼，位於埃爾斯沃思地，處於麥坎齊群島西南面9公里的克蘭頓灣，美國地質調查局根據測量和該國海軍的空中照片繪入地圖，現時由南極條約體系管理。